# Opisthoncus delectabilis
Opisthoncus delectabilis är en spindelart som beskrevs av William Joseph Rainbow 1920. Opisthoncus delectabilis ingår i släktet Opisthoncus och familjen hoppspindlar. Inga underarter finns listade i Catalogue of Life.